# Brevipalpus huananis
Brevipalpus huananis är en spindeldjursart som beskrevs av Ma och Yuan 1982. Brevipalpus huananis ingår i släktet Brevipalpus och familjen Tenuipalpidae. Inga underarter finns listade.